# Jean Bourdichon
Jean Bourdichon (* um 1457 in Tours oder im Bourbonnais; † 1. Hälfte 1521 ebenda) war ein französischer Maler und Illuminator von Handschriften.
Bourdichon war Hofmaler dreier Souveräne, der französischen Könige Ludwig XI., Karl VIII. und Ludwig XII., doch blieben nur wenige seiner Werke erhalten. Bekannt wurde er mit seinem Stundenbuch für Anne de Bretagne, einer Handschrift, die er bezüglich der Landschaftsdarstellungen in einem an Jean Fouquet erinnernden Stil ausmalte. Bourdichon war einer der bedeutendsten Künstler der französischen Frührenaissance und leitete die Schule von Tours. Seine Bedeutung lag jedoch mehr in seiner technischen Fähigkeit als in der eigenen Kreativität.

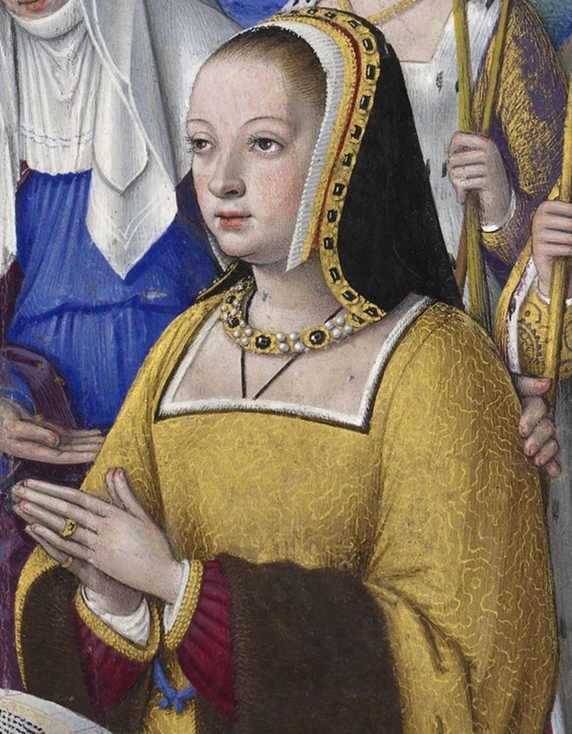
Anne de Bretagne, Ausschnitt aus einer Buchmalerei mit den Heiligen Anna, Ursula und Helena
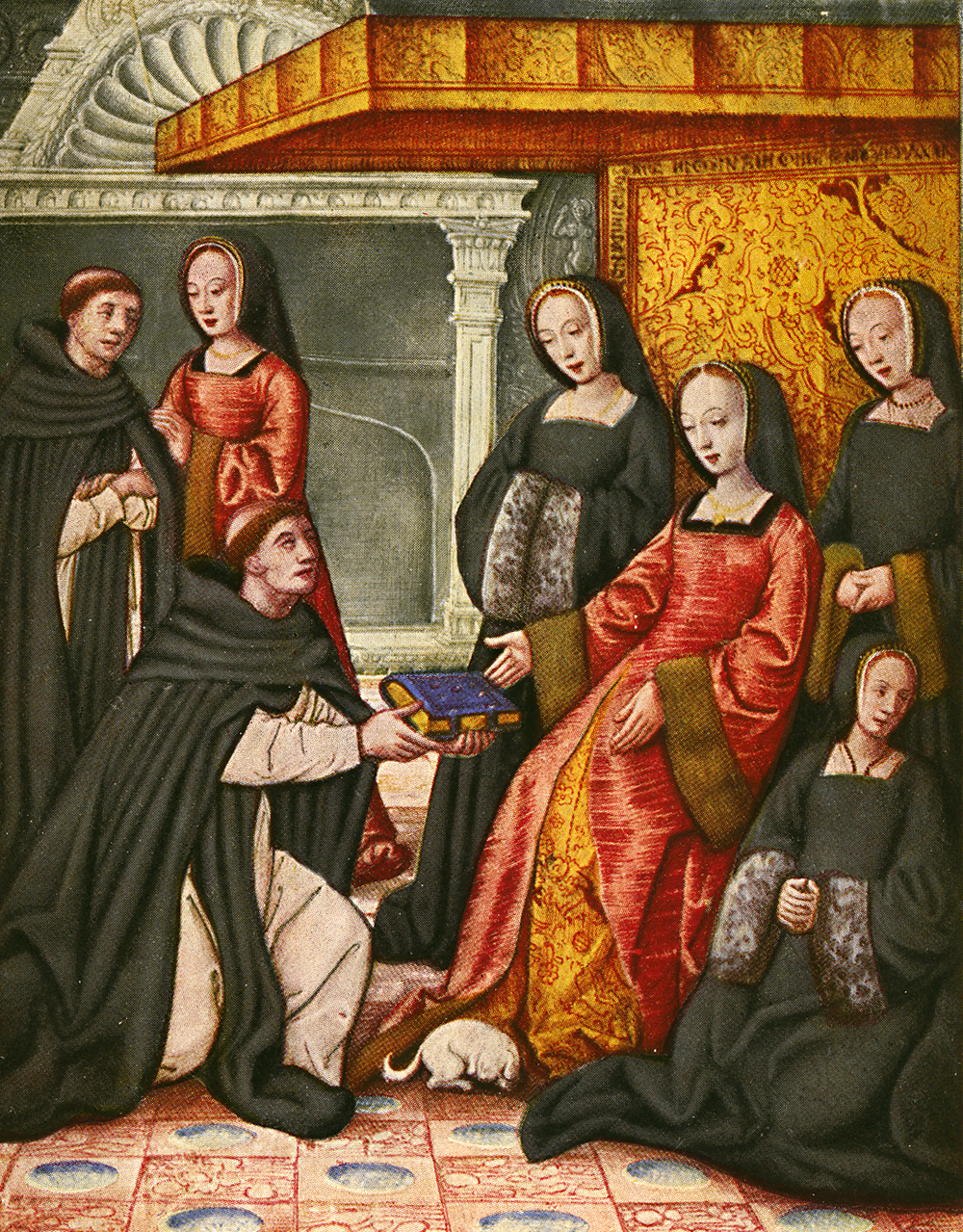
Anne erhält von Antoine Dufour ein Buch. Bourdichon zugeschriebene Miniatur, um 1508. Musée Dobrée, Nantes
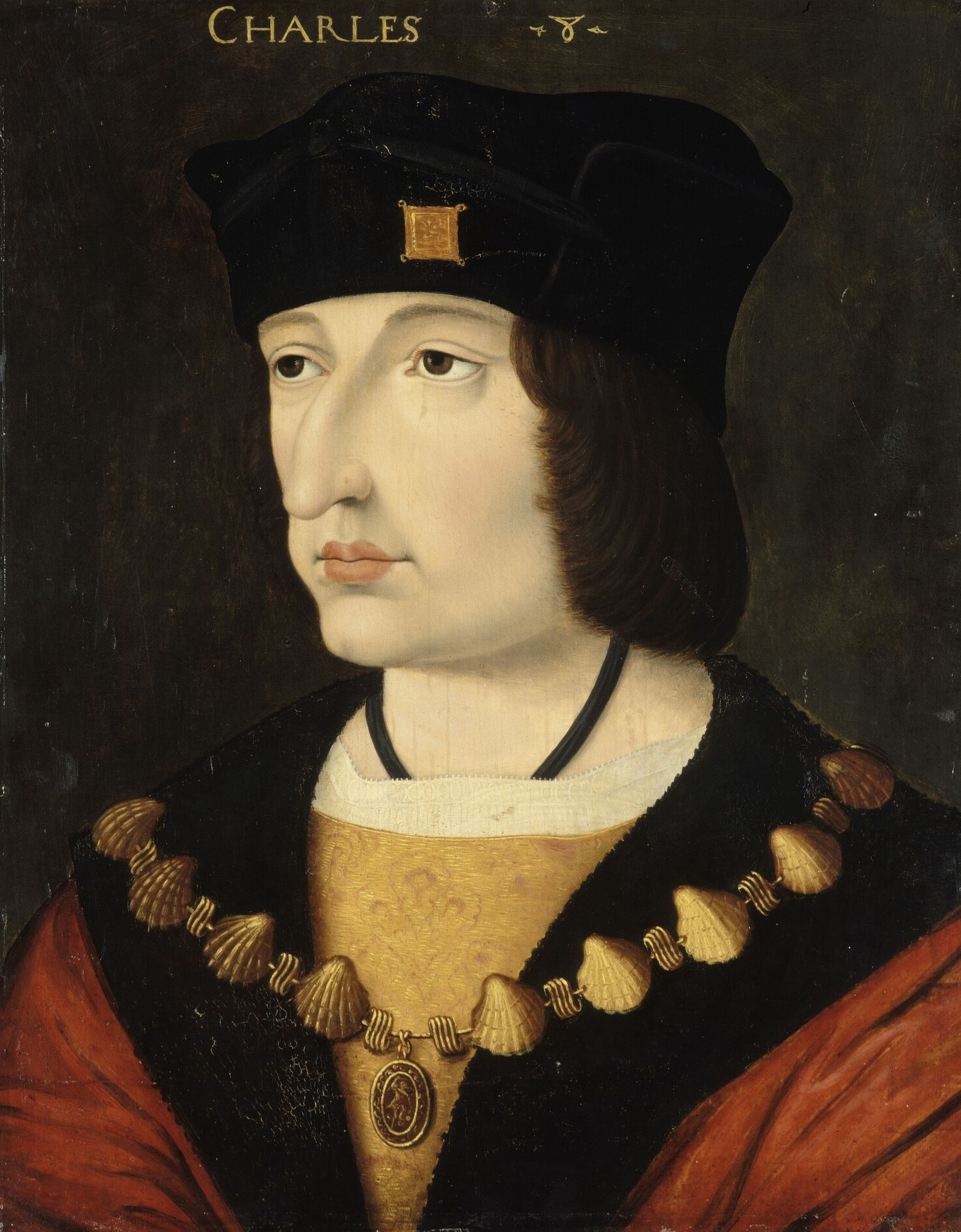
Karl VIII. von Frankreich